# Sundasjön
Sundasjön är en sjö i Ale kommun i Västergötland och ingår i Göta älvs huvudavrinningsområde. Sjön är 6,6 meter djup, har en yta på 0,263 kvadratkilometer och befinner sig 89,2 meter över havet. Sjön ligger i skogsområdet Alefjäll och avvattnas av vattendraget Rämneån.

## Delavrinningsområde
Sundasjön ingår i delavrinningsområde (642511-129037) som SMHI kallar för Mynnar i Mjörn. Medelhöjden är 103 meter över havet och ytan är 15,18 kvadratkilometer. Det finns inga avrinningsområden uppströms utan avrinningsområdet är högsta punkten. Rämneån som avvattnar avrinningsområdet har biflödesordning 3, vilket innebär att vattnet flödar genom totalt 3 vattendrag innan det når havet efter 55 kilometer. Avrinningsområdet består mestadels av skog (65 %) och sankmarker (21 %). Avrinningsområdet har 0,4 kvadratkilometer vattenytor vilket ger det en sjöprocent på 2,6 %.